# Arcos de las Salinas
Arcos de las Salinas é um município da Espanha na província de Teruel, comunidade autónoma de Aragão. Tem 113,11 km² de área e em 2021 tinha 112 habitantes (densidade: 1 hab./km²).
Localiza-se neste município o Observatório Astrofísico de Javalambre (OAJ), implantado no Pico del Buitre, a 1 957 metros de altitude.

## Demografia
| Variação demográfica do município entre 1991 e 2004 [carece de fontes?] | Variação demográfica do município entre 1991 e 2004 [carece de fontes?] | Variação demográfica do município entre 1991 e 2004 [carece de fontes?] | Variação demográfica do município entre 1991 e 2004 [carece de fontes?] |
| ----------------------------------------------------------------------- | ----------------------------------------------------------------------- | ----------------------------------------------------------------------- | ----------------------------------------------------------------------- |
| 1991                                                                    | 1996                                                                    | 2001                                                                    | 2004                                                                    |
| 186                                                                     | 178                                                                     | 139                                                                     | 131                                                                     |